# Kalcium-5′-ribonukleotidok
A kalcium-5′-ribonukleotidok egy az élelmiszeriparban alkalmazott keverék, mely kalcium-guanilátból (E629) és kalcium-inozinátból (E633) áll.
Általában glutaminsavval, vagy annak sóival (például nátrium-glutamát) alkalmazzák a keveréket. Ha a glutaminsav vagy annak sói a csomagoláson nincsenek feltüntetve, az azt jelenti hogy nem tartalmaz hozzáadott glutamátokat, vagy glutaminsavat, ellenben az élelmiszerben ezek természetes úton, magas koncentrációban találhatók meg, mint például a szójából készült élelmiszerek esetében.

## Felhasználása
Elsősorban ízfokozóként alkalmazzák, E634 néven. Használatával az élelmiszer alacsony sótartalom esetén is intenzív ízű marad. Számos élelmiszerben megtalálható. Napi maximum beviteli mennyisége nincs meghatározva.

## Egészségügyi hatások
12 hétnél fiatalabb csecsemők, valamint asztmás betegek esetében fogyasztásuk nem ajánlott. Mivel lebontásuk során purin keletkezik, köszvénytől szenvedő embereknél problémák jelentkezhetnek, de ez nem jellemző, mivel az élelmiszerekben általában alacsony koncentrációban fordulnak elő.